# John Baptist Bashobora

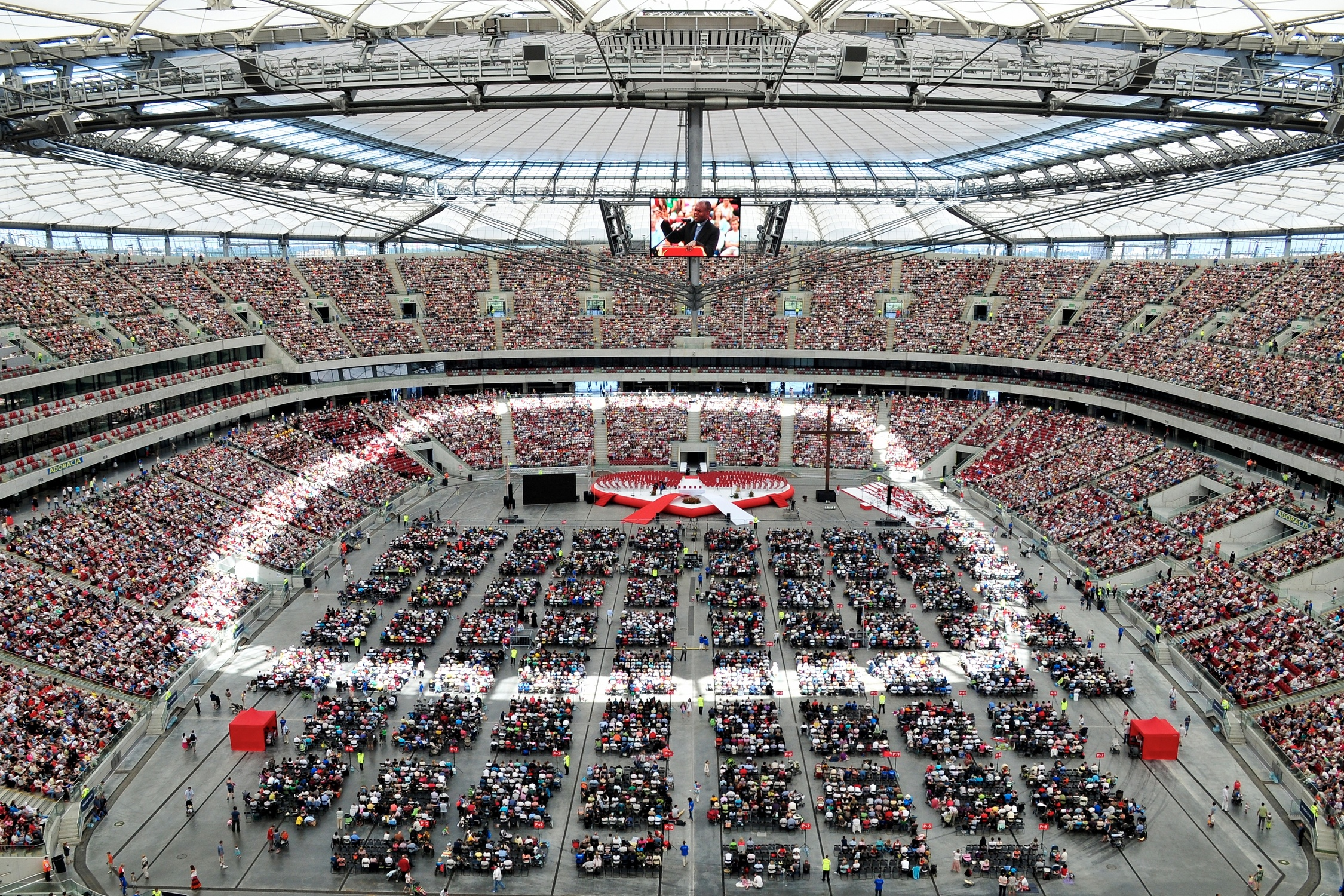
Spotkanie rekolekcyjne „Jezus na Stadionie”, Stadion Narodowy w Warszawie, lipiec 2013

John Baptist Rubara Bashobora (ur. 5 grudnia 1946 w Bushenyi) – ugandyjski kapłan katolicki, charyzmatyk, doktor teologii duchowości.

## Życiorys
John Baptist Rubara Bashobora urodził się w katolickiej rodzinie w Bushenyi w Ugandzie 5 grudnia 1946. Jako dziecko został osierocony przez ojca, którego otruła ciotka. Matka została wypędzona. Do osiągnięcia pełnoletniości wychowywała go rodzina wuja. O tym, że nie są oni jego prawdziwymi rodzicami, Bashobora dowiedział się dopiero w dniu święceń kapłańskich, mając 26 lat. Ciotka wyznała też, że chciała go otruć, podając mu jako dziecku zatrutą owsiankę, ale naczynie rozpadło się w czasie modlitwy przed posiłkiem, którą odmawiał chłopiec.
Mając 10 lat, wstąpił do niższego seminarium duchownego; początkowo nie odczuwał jednak, jak sam wielokrotnie wyznawał, powołania kapłańskiego. Będąc synem poligamisty, nie mógł wziąć udziału w przygotowaniach do kapłaństwa, ponieważ synowie poligamistów nie mogli przyjmować święceń. Po ukończeniu niższego seminarium, w którym zetknął się z dwoma księżmi charyzmatykami z Kanady, postanowił wstąpić do Zgromadzenia Świętego Krzyża. W tym celu wyjechał do Indii. Nie złożył jednak ślubów zakonnych i powrócił do Ugandy. Jako kleryk diecezjalny przyjął święcenia kapłańskie w 1972. Przełożeni wysłali go na studia do Rzymu. Doktoryzował się na Papieskim Uniwersytecie Gregoriańskim z teologii duchowości, pisząc pracę na temat rozeznawania duchów w życiu ugandyjskich chrześcijan (ang. The discernment of spirits in the life of Ugandan christians). Przebywając w Rzymie, związał się z katolickim Ruchem Odnowy Charyzmatycznej. Po powrocie do rodzimej diecezji założył dwie szkoły podstawowe, dwie szkoły średnie oraz dwa sierocińce, w których opieką objęto 5 tys. sierot. Obecnie jest diecezjalnym koordynatorem Katolickiej Odnowy Charyzmatycznej w archidiecezji Mbarara oraz członkiem Narodowego Stowarzyszenia Modlitwy Wstawienniczej.
Bashobora jest znanym w świecie rekolekcjonistą i prowadzącym charyzmatycznych spotkań modlitewnych. Do Polski przybył pierwszy raz w 2007. W czerwcu 2012 Bashobora wraz z osobami towarzyszącymi przeżył szczęśliwie wypadek w Zembrzycach na trasie z Suchej Beskidzkiej do Wadowic.
Bashobora odwiedza Polskę co roku (od 2007), prowadząc rekolekcje i spotkania w wielu miastach i miejscowościach. Jednymi z największych rekolekcji organizowanych przez Bashoborę było spotkanie na Stadionie Narodowym w Warszawie w dniu 6 lipca 2013, w którym uczestniczyło blisko 60 tysięcy osób.
Ksiądz Bashobora jest również jednym z bohaterów filmu dokumentalnego Macieja Bodasińskiego i Lecha Dokowicza Duch z 2008.

## Publikacje
- Jesteś obrazem Boga. Częstochowa: Pomoc Wydawnictwo Misjonarzy Krwi Chrystusa, 2012. ISBN 978-83-7256-971-4. Brak numerów stron w książce
- Jesteś posłany przez Boga : treści konferencji wygłoszonych podczas rekolekcji w Polsce w roku 2014. Częstochowa: Pomoc Wydawnictwo Misjonarzy Krwi Chrystusa, 2015. ISBN 978-83-63459-43-7. Brak numerów stron w książce
- Jesteśmy ambasadorami Boga na ziemi. Częstochowa: Pomoc Wydawnictwo Misjonarzy Krwi Chrystusa, 2013. ISBN 978-83-63459-12-3. OCLC 890411825. Brak numerów stron w książce
- Trwaj w relacji z Bogiem : treści konferencji wygłoszonych podczas rekolekcji w Polsce w roku 2015. Częstochowa: Pomoc Wydawnictwo Misjonarzy Krwi Chrystusa, 2016. ISBN 978-83-63459-55-0. Brak numerów stron w książce
- Uwierz Bogu sercem : treść konferencji wygłoszonych podczas rekolekcji w Polsce w roku 2013 wraz z listem Benedykta XVI „Porta Fidei” otwierającym Rok Wiary. Częstochowa: Pomoc Wydawnictwo Misjonarzy Krwi Chrystusa, 2014. ISBN 978-83-63459-21-5. OCLC 891179041. Brak numerów stron w książce